# Ruben Lennox
Ruben Lennox is een Zuid-Afrikaanse countryzanger en tekstschrijver. Verschillende liedjes van zijn hand werden, door andere artiesten vertolkt, hits in zijn land, met name onder Afrikaners. Zijn bekendste nummer is Toe ons nog kinders was.

## Discografie
- Hy Regeer
- Hou die Blinkkant Bô
- Dis Waarin Ek Glo
- Jakaranda Musiek Skatkis Vol 2
- As Kinders Vra
- 'n Koue Koffie Môre
- Treffers
- Anderkant Nêrens